# Бакарев, Владимир Алексеевич
Влади́мир Алексе́евич Ба́карев (1801, Москва — 1872; по другим данным — 1871) — русский архитектор, реставратор, преподаватель, писатель-мемуарист.

## Биография
Родился 23 мая (4 июня) 1801 года в Москве в семье архитектора Алексея Никитича Бакарева (1762—1817), ученика и помощника М. Ф. Казакова, и его жены — Александры Ивановны. Получил начальное домашнее образование.
В 1811 году поступил в архитектурную школу при Экспедиции кремлёвского строения (ЭКС), но прервал обучение в связи с войной 1812 года; окончил училище в 1817 году. Одновременно с учёбой с 1813 года работал в ЭКС, помогая отцу копировать чертежи и рисунки. В четырнадцатилетнем возрасте потерял мать, а через два года — отца. После смерти родителей взял на себя заботы о двух сёстрах и брате. В 1817 году сдал экзамены и получил чин архитекторского помощника 3-го класса.
С 1820 года работал в орловском имении князя А. Б. Куракина, где составил план имения, организовал реставрацию существующих и строительство новых строений. одновременно занимался строительством в Орле и деревнях Мокрецы, Алексеевское и Преображенское; отделывал церковь в имении Семибраты. В 1825 году получил чин архитекторского помощника 1-го класса. После возвращения из Орловской губернии в 1828—1834 годах служил помощником архитектора в Комиссии для строения в Москве, в 1834—1838 годах — в Московской комиссариатской комиссии, в 1835—1836 годах исполнял обязанности архитектора Главного московского военного госпиталя в Лефортове. В 1838 году получил звание архитектора. В 1838—1850 годах служил архитектором Московской дворцовой конторы. Преподавал в Московском дворцовом архитектурном училище.
На протяжении 11-ти лет занимался проектированием и строительством Большого Кремлёвского дворца: вместе с Н. И. Чичаговым руководил всеми проектными и строительными работами. За работы на строительстве дворца и Оружейной палаты был награждён золотой медалью и получил в 1849 году от Императорской Академии художеств звание почётного вольного общника. В 1849 году по состоянию здоровья вышел в отставку; после этого выполнял только частные заказы.
Оставил обширные воспоминания о московской жизни и своих коллегах, над которыми работал более 30-ти лет. Отдельные мемуары («Троице-Сергиева лавра», «Сказка о начале театра в Москве», «Сказка о Кремле Москвы (или кремнике) и его достопримечательностях» и др.) были опубликованы при жизни В. А. Бакарева.
Умер 1 (13) октября 1872 года; по другим данным — 1871.
Сын — архитектор В. В. Бакарев. Приёмный сын — генерал-майор, военный губернатор и командующий войсками Области Сибирских Киргизов Н. А. Окольничий.